# 瓦圖蒂內 (哈爾科夫區)
49°46′42″N 35°58′7″E / 49.77833°N 35.96861°E

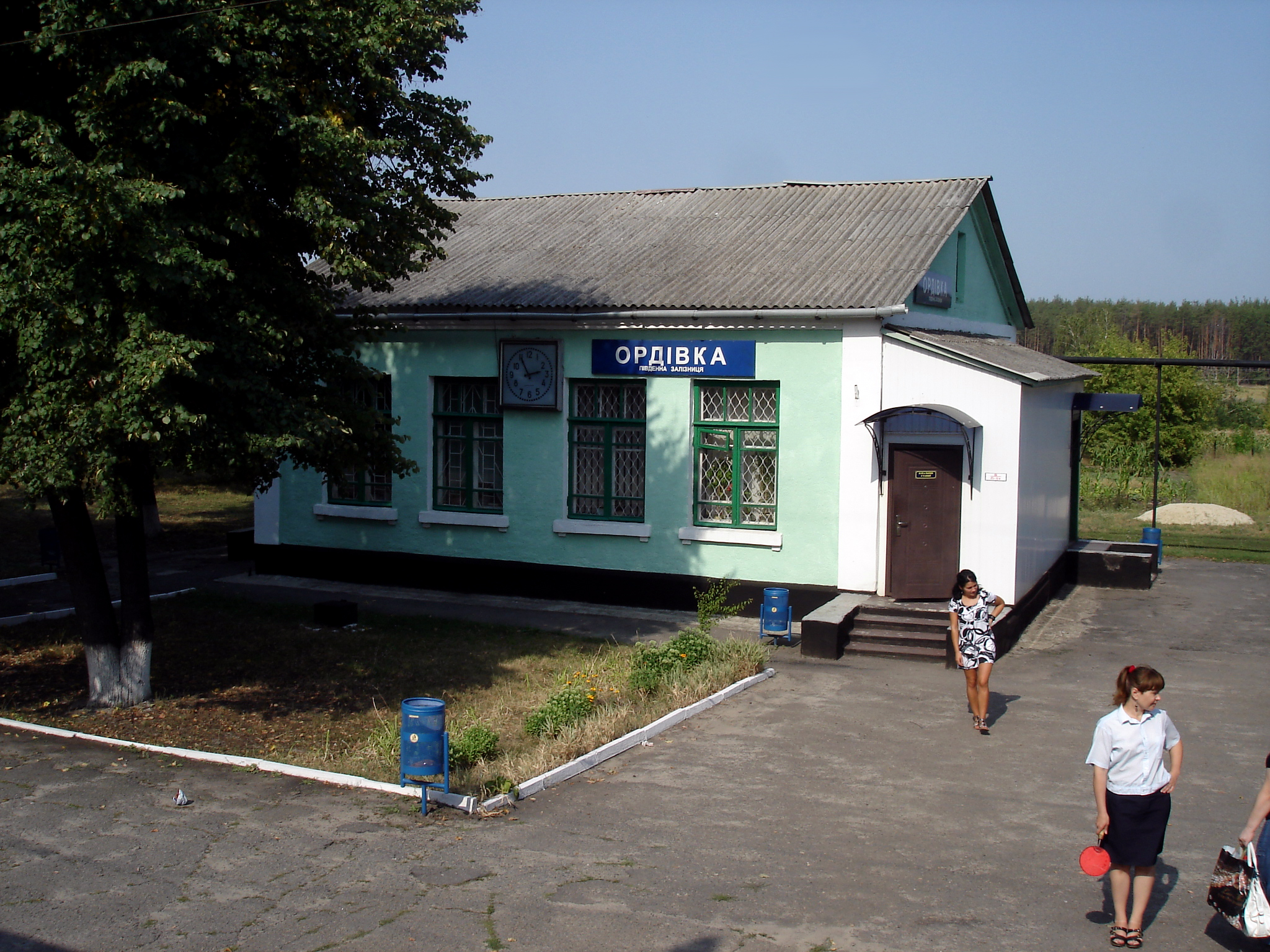
火车站

瓦圖蒂內（烏克蘭語：Ватутіне），是位於烏克蘭東部的村莊，由哈爾科夫州哈爾科夫區的新沃多拉哈市鎮負責管轄。該村始建於1273年，面積0.56平方公里，海拔高度107米，人口1,270，人口密度每平方公里2,273.2人。
据路透社在2023年2月报道，该村庄提议改名为扎盧日內（Залужне），但具体实施情况未知。